# Kabinett Gambetta

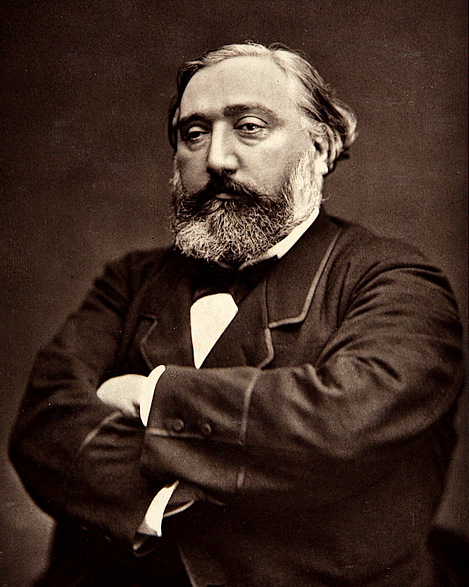
Léon Gambetta war von 1881 bis 1882 Premierminister Frankreichs

Das Kabinett Gambetta war eine Regierung der Dritten Französischen Republik. Es wurde am 14. November 1881 von Premierminister (Président du Conseil) Léon Gambetta gebildet und löste das Kabinett Ferry I ab. Es blieb bis zum 30. Januar 1882 im Amt und wurde daraufhin vom Kabinett Freycinet II abgelöst.
Dem Kabinett gehörten Vertreter der Gauche républicaine (GR) und der Union républicaine (UR) an.

## Kabinett
Dem Kabinett gehörten folgende Minister an:
| Amt                                               | Name                    | Gruppe | Beginn der Amtszeit | Ende der Amtszeit |
| ------------------------------------------------- | ----------------------- | ------ | ------------------- | ----------------- |
| Premierminister                                   | Léon Gambetta           | UR     | 14. November 1881   | 30. Januar 1882   |
| Außenminister                                     | Léon Gambetta           | UR     | 14. November 1881   | 30. Januar 1882   |
| Siegelbewahrer und Justizminister                 | Jules Cazot             | GR     | 14. November 1881   | 30. Januar 1882   |
| Finanzminister                                    | François Allain-Targé   | UR     | 14. November 1881   | 30. Januar 1882   |
| Kriegsminister                                    | Jean-Baptiste Campenon  |        | 14. November 1881   | 30. Januar 1882   |
| Innenminister                                     | Pierre Waldeck-Rousseau | UR     | 14. November 1881   | 30. Januar 1882   |
| Minister für öffentlichen Unterricht und Religion | Paul Bert               | UR     | 14. November 1881   | 30. Januar 1882   |
| Marineminister                                    | Auguste Gougeard        |        | 14. November 1881   | 30. Januar 1882   |
| Minister für Handel und Kolonien                  | Maurice Rouvier         | UR     | 14. November 1881   | 30. Januar 1882   |
| Minister für Post und Telegrafie                  | Louis Adolphe Cochery   | GR     | 14. November 1881   | 30. Januar 1882   |
| Minister für öffentliche Arbeiten                 | David Raynal            | GR     | 14. November 1881   | 30. Januar 1882   |
| Minister für Kunst                                | Antonin Proust          | UR     | 14. November 1881   | 30. Januar 1882   |
| Landwirtschaftsminister                           | Pierre Paul Devès       | GR     | 14. November 1881   | 30. Januar 1882   |

### Unterstaatssekretäre
Dem Kabinett gehörten folgende Sous-secrétaires d’État an:
| Amt                                                  | Name                     | Gruppe | Beginn der Amtszeit | Ende der Amtszeit |
| ---------------------------------------------------- | ------------------------ | ------ | ------------------- | ----------------- |
| Ministerium für öffentliche Arbeiten                 | Désiré-Jules Lesguillier | UR     | 14. November 1881   | 30. Januar 1882   |
| Justizministerium                                    | Félix Martin-Feuillée    | UR     | 14. November 1881   | 30. Januar 1882   |
| Finanzministerium                                    | Adolphe Lelièvre         | GR     | 14. November 1881   | 30. Januar 1882   |
| Ministerium für Handel und Kolonien                  | Felix Faure              | UR     | 14. November 1881   | 30. Januar 1882   |
| Innenministerium                                     | Guillaume Margue         | UR     | 14. November 1881   | 30. Januar 1882   |
| Außenministerium                                     | Eugène Spuller           | UR     | 14. November 1881   | 30. Januar 1882   |
| Kriegsministerium                                    | Eugène Blandin           | UR     | 14. November 1881   | 30. Januar 1882   |
| Ministerium für Landwirtschaft                       | Edmond Caze              | UR     | 14. November 1881   | 30. Januar 1882   |
| Ministerium für öffentlichen Unterricht und Religion | Arthur Chalamet          | GR     | 16. November 1881   | 30. Januar 1882   |

## Historische Einordnung
Nach dem großen Wahlsieg der Republikaner unter der Führung Léon Gambettas (411 von 547 Sitzen) bei den Wahlen von August und September 1881 zur Abgeordnetenkammer führte kein Weg an der Berufung Gambettas zum Premierminister mehr vorbei. Allerdings gelang es Gambetta nicht, die wichtigsten Persönlichkeiten der anderen republikanischen Parteien wie Charles de Freycinet, Jules Ferry, Léon Say und Henri Brisson zum Eintritt in sein Kabinett zu bewegen.
Gambetta schuf in seinem Kabinett zwei neue Ministerien, indem er das Landwirtschaftsministerium aus dem Ministerium für Landwirtschaft und Handel herauslöste und ein Kunstministerium, dessen Befugnisse dem Unterrichtsministerium entnommen wurden, einrichtete. Dies war umstritten; das Parlament bewilligte die für diese Reform erforderlichen Mittel nur zögerlich. Als Gambetta schließlich auf seiner Forderung nach einer Teilrevision der Verfassung und der Wiedereinführung des Listenwahlrechts beharrte, stimmte es gegen ihn und zwang ihn, sein Amt niederzulegen.
In die Amtszeit des Kabinetts Gambetta fiel der Zusammenbruch der Lyoner Bank Union générale.